# 聯合國大會第1514號決議
聯合國大會第一五一四（十五）號決議（United Nations General Assembly Resolution 1514 (XV)）是联合国大会于1960年12月14日所通過的一個決議，特別針對关于准许具備殖民地地位的地區，得以建立国家及民族独立之宣言。

## 宣言
《关于准许殖民地国家及民族独立之宣言》(Declaration on the Granting of Independence to Colonial Countries and Peoples)的大会第一五一四 (十五)号决议。
| 一、 | 各民族之受异族奴役、统治与剥削，乃系否定基本人权，违反联合国宪章，且系促进世界和平与合作之障碍。                                                                                 |
| 二、 | 所有民族均有自决权，且凭此权利自由决定其政治地位，自由从事其经济、社会及文化发展。                                                                                               |
| 三、 | 绝对不得以政治、经济、社会或教育上之准备不足为迟延独立之借口。 |
| 四、 | 对未独立民族之一切武装行动过各种压制措施概应停止，使彼等能和平自由行使完全独立之权利，其国家领土之完整应受尊重。                                                                 |
| 五、 | 在托管领土及非自治领土或其他尚未形成独立之领土内立即采取步骤，不分种族、信仰或肤色，按照此等领土各民族自由表达之意志，将一切权力与条件无保留移交彼等，使能享受完全之独立及自由。 |
| 六、 | 凡以局部破坏或全部破坏国家统一及领土完整为目的之企图，均与联合国宪章之宗旨及原则不相容。                                                                                         |
| 七、 | 所有国家均应在平等及不干涉他国内政及尊重各民族之主权及其领土完整之基础上，忠实严格遵行联合国宪章，世界人权宣言及本宣言之规定。                                                   |

## 决议继续
- 1988年的联合国大会A/RES/43/45号决议：《给予殖民地国家和人民独立宣言》的执行情况；
- 1988年的联合国大会A/RES/43/46号决议：传播非殖民化新闻；
- 1988年的联合国大会A/RES/43/47号决议：铲除殖民主义国际十年；
- 2000年的联合国大会A/RES/55/145号决议：传播关于非殖民化工作的新闻；
- 2000年的联合国大会A/RES/55/146号决议：第二个铲除殖民主义国际十年；
- 2000年的联合国大会A/RES/55/147号决议：《给予殖民地国家和人民独立宣言》的执行情况；
- 2010年的联合国大会A/RES/65/117号决议：《给予殖民地国家和人民独立宣言》的执行情况；
- 2010年的联合国大会A/RES/65/118号决议：《给予殖民地国家和人民独立宣言》五十周年；
- 2010年的联合国大会A/RES/65/119号决议：第三个铲除殖民主义国际十年；

## 外部連結
- 联合国大会1514(XV)号决议 （页面存档备份，存于）